# Augustin Landier
Pour les articles homonymes, voir Landier (homonymie).
Augustin Landier est un économiste universitaire français né le 22 novembre 1974. Ses recherches portent sur la finance d'entreprise, l'économie comportementale, la théorie de la firme, les banques.
Il est lauréat du prix du meilleur jeune économiste de France 2014.

## Biographie

### Jeunesse et formation
Il est classé 49e au concours d'entrée de l'ENS (S1994). Il suit des études de mathématiques et est agrégé de mathématiques en 1995. Il suit parallèlement des études de philosophie, et obtient un DEA en philosophie de l'Université Paris I en 1996.
Il poursuit des études d'économie et obtient un DEA en économie de l'EHESS en 1998, puis un PhD en sciences économiques au MIT en 2002.

### Parcours dans l'enseignement et la recherche
Il devient professeur assistant en finance d'entreprise à l'université de Chicago l'année de l'obtention de son doctorat, puis à l'université de New York en 2004, et ce jusqu'en 2009. Il devient à cette date chercheur en résidence (residence scholar) au FMI.
Il devient en 2010 professeur des Universités et est rattaché à l'université Toulouse-I-Capitole. Il est parallèlement membre junior de l'Institut universitaire de France.
À partir de 2017, il est professeur de finance à HEC Paris.

### Autres responsabilités
Le 14 septembre 2010 il est nommé membre du Conseil d'analyse économique,, fonction qui cesse en novembre 2012.
Il est nommé membre du Conseil économique pour le développement durable le 27 septembre 2011.
Outre ses recherches universitaires, il écrit régulièrement dans Les Échos et sur Telos.

## Prises de position

### Sur le système financier
Il n'a pas prévu la crise des subprimes puisqu'en 2007, il considère que « le danger d'une explosion financière, et donc le besoin de régulation, n'est peut-être pas si grand qu'on ne le pense », les hedge funds comme la titrisation réduisant selon lui fortement les mécanismes conduisant à un effondrement boursier.
En 2007, il déclare qu’il faut lutter contre l’opacité des banques.
En 2011, il souligne avec David Thesmar l’importance de recapitaliser les banques européennes.

### Autres
Il affirme en 2006 avec Xavier Gabaix que la hausse moyenne des salaires managériaux résulte d’une hausse de la taille des grandes entreprises et non d’un problème général de gouvernance.
En 2012, il souligne dans un rapport du CAE l’importance de créer en France un dispositif d’action collective pour protéger le consommateur.
En 2015, il s'oppose à l'existence de la Bpifrance, la considérant comme une ingérence de l’État sur le marché. Il considère toutefois que l'État peut financer les études de faisabilité pour les petits projets  à la place des banques

## Controverses
En juillet 2022, les Uber Files dévoilent que Uber a rémunéré des experts dont Augustin Landier et David Thesmar pour réaliser des études sur mesure et prendre sa défense dans les médias. Augustin Landier a touché 100 000 euros à titre d'honoraires de "consultant" de la part d'Uber. L'étude commandée mentionne notamment que les chauffeurs de la plate-forme gagnent près du double du smic alors qu'elle a choisi de ne pas comptabiliser les chauffeurs ayant délaissé l'application, et de ne pas mentionner qu'il s’agit d’un résultat brut ne prenant pas en compte les charges des chauffeurs : achat ou location de véhicule, carburant et assurances. Selon des échanges dévoilés par Le Monde en avril 2023, avant même d'avoir commencé l'étude, il écrivait à Uber dans des messages co-signés avec David Thesmar que « le message clé est que si Uber ne crée pas d’emplois salariés traditionnels, ces emplois ne doivent pas être vus comme mauvais : ils sont flexibles, paient bien […], le revenu total est stable […] et ces emplois peuvent être combinés avec d’autres activités », et que le contenu de son étude « pourra[it] être utile dans le cadre de [leurs] relations publiques ».

## Publications

### Ouvrages
- Avec David Thesmar, 2007, Le Grand méchant marché, éd. Flammarion  (ISBN 978-2082-10593-4)
- Avec Vinay B. Nair, 2008, Investing for Change: Profit from Responsible Investment, ed. Oxford University Press  (ISBN 978-0195370140)
- Avec David Thesmar, 2010, La Société translucide, éd. Fayard  (ISBN 2213654956)
- Avec David Thesmar, 2013, Dix idées qui coulent la France, éd. Flammarion
- Avec David Thesmar, 2022, Le prix de nos valeurs : Quand nos idéaux se heurtent à nos désirs matériels, éd Flammarion,  (ISBN 978-2080256676)

### Articles
- Why has CEO Pay Increased so Much? (avec Xavier Gabaix) Quarterly Journal of Economics, vol. 123(1), 2008, p. 49-100.
- Tradeoffs in Staying Close : Geographic Dispersion and Corporate Decision-Making (avec Vinay Nair et Julie Wulf), Review of Financial Studies, 2008.
- Financial Contracting avec Optimistic Entrepreneurs: Theory and Evidence (avec David Thesmar), Review of Financial Studies, Volume 22, Number 1, 2 January 2009, p. 117-150(34).
- The Perverse Effects of Partial Labor Market Reform: Fixed Duration Contracts in France? (avec Olivier Blanchard,  Economic Journal 2002).
- Investissement Socialement Responsable: une Approche Efficace et Rentable (avec Vinay B. Nair), En Temps Réel, cahier no 34, juin 2008, 23 pp.
- Investigating the Origins of Capitalism-Aversion (avec David Thesmar et Mathias Thoenig), Economic Policy, 2008.
- Intelligence Collective et Action Publique (avec David Thesmar), Revue Commentaire, Automne 2010, Volume 33/Numéro 131.

## Prix et distinctions
- prix du meilleur jeune économiste de France 2014[20].